# Maxim Potîrniche
Maxim Potîrniche (n. 13 iunie 1989, în Chișinău) este un fotbalist din Republica Moldova, care evoluează pe postul de fundaș la clubul Petrocub Hîncesti  și la echipa națională de fotbal a Moldovei.

## Cariera de club

### FC Academia
În 2008 Maxim a debutat în fotbalul profesionist, semnând un contract cu clubul FC Academia, pentru care a jucat 23 de meciuri în primul sezon.

## Cariera internațională
Pe 10 august 2011 Maxim Potîrniche a debutat la echipa națională de fotbal a Moldovei într-un meci amical contra selecționatei naționale a Ciprului.

## Viața personală
Maxim Potîrniche se declară român și susține re-unirea Republicii Moldova cu România.